# Conny Morin
Conny Morin (* 18. September 1958 als Cornelia Gabriele Modauer  in Oberhaunstadt) ist eine deutsche Sängerin, Texterin und Moderatorin.

## Biografie
Cornelia Modauer war während ihrer Schulzeit Mitglied im Lentinger Schüler- und Jugendchor. Sie machte nach der Mittleren Reife eine Ausbildung zur Fotografin und arbeitete anschließend als Studiomanagerin bei dem Modefotografen Walter Kober in München. Da sie ja schon sehr früh ihre Begeisterung fürs Singen entdeckt hatte, absolvierte sie während ihrer Ausbildung zur Fotografin noch eine vom Bayerischen Rundfunk unterstützte Tanz- und Gesangsausbildung.
1977 meldete ihre Mutter sie zu einem Gesangswettbewerb in Brannenburg an, da diese der Meinung war, dass ihre Tochter unbedingt ihr Gesangstalent weiter ausbauen sollte. Cornelia Modauer war bereits einige Jahre mit dem Dämmstoff-Fabrikanten Werner Rygol befreundet, der sie zu diesem Gesangswettbewerb begleitete. Hier belegte sie zwar nur den 2. Platz, war aber beim Publikum viel beliebter als die Jury sie letztendlich bewertete. Es gab sogar Buh-Rufe für diese Entscheidung der Jury. Durch diesen Erfolg angespornt entschied Werner Rygol, eine Gesangskarriere mit ihr aufzubauen. Als Künstlername wurde „Conny Morin“ gewählt. Da sich unter den beim Wettbewerb Anwesenden etliche Plattenproduzenten aber keine Komponisten befanden, suchte Werner Rygol zunächst nach einem geeigneten Songschreiber. Diesen fanden sie in Steve Mandy, ein Pseudonym von Hermann Weindorf (Klaus Doldinger, Oktagon, Zara-Thustra). 1978 übergab Werner Rygol die Firmenleitung an seinen Sohn und gründete den Weryton Verlag, das Weryton Label und die Weryton Studios, um die Produktionen von Conny Morin selbst aufzunehmen und zu vermarkten.
Bei einem Besuch des Münchner Jazzclubs Domicile lernte Werner Rygol, durch eine Vermittlung des Texters Jörn Pfennig, Hermann Weindorf kennen, der zu dieser Zeit schon eine bekannte Größe in der Münchner Musikszene war. Zusammen mit Jörn Pfennig als Texter und Hermann Weindorf als Komponist und künstlerischer Produzent produzierte Weryton 1978 eine Chanson-LP mit Conny Morin, die aber nie veröffentlicht wurde.
Ab 1979 war Morin als deutschsprachige Sängerin in den Bereichen Schlager und Pop erfolgreich. Es kam zu zahlreichen Auftritten im deutschen Fernsehen.
Morins Lied Kein Mädchen für das Wochenende stieg im Juni 1980 in die deutschen Airplay-Charts und erreichte dort Platz 19. Auch Johnny liebt Jenny (1981, Platz 46) und Ich will nur bei dir sein (1982, Platz 29) waren Airplay-Hits. Aus persönlichen Gründen beendete sie 1985 ihre Gesangskarriere. Die Zusammenarbeit von Hermann Weindorf und Conny Morin hielt bis zu ihrem Ausstieg aus dem Musikgeschäft.
2004 war Cornelia Modauer, alias Conny Modauer, in der Folge „Mein Kind soll leben“ in der TV-Serie Alphateam – Die Lebensretter im OP als Schauspielerin zu sehen.
Cornelia Modauer hat aus erster Ehe eine Tochter und war von 1999 bis 2014 die Managerin und Lebensgefährtin des ehemaligen Tagesschau-Chef-Sprechers Jan Hofer. Seit 1990 arbeitet Morin als Moderatorin bei Gala-Veranstaltungen. Außerdem textet sie für ehemalige Gesangskolleginnen und veröffentlicht Gedichte auf CD.
Cornelia Modauer lebt heute wieder in München und arbeitet als Immobilien-Maklerin.

## Diskografie

### Singles
- 1979: Hin und her
- 1979: With the Birds
- 1980: Kein Mädchen für das Wochenende (Weekend)
- 1980: Einsamkeit in der Großstadt
- 1981: Johnny liebt Jenny
- 1981: Ich will nur bei dir sein (halt mich fest)
- 1982: Tausend bunte Träume
- 1983: Frei sein
- 1993: Baby, Liebe lebt lang
- 1994: Gib uns die Nacht
- 1994: Haut an Haut
- 1997: Nur ein Frauenherz
- 1997: Borussia-Rap
- 2005: Helden der Liebe
- 2005: Ein Leben lang

### Kompilationen
- 1992: Ein Leben Lang – Deutsche Schlager Parade Vol.2

## Filmografie
- 2004: Alphateam – Die Lebensretter im OP (Folge Mein Kind soll leben)

## Fernsehen (Auswahl)
- „ZDF-Hitparade“ Sendung Nr. 127 vom 17. März 1980: Titel Hin und Her
- „ZDF-Hitparade“ Sendung Nr. 131 vom 28. Juli 1980: Titel Kein Mädchen für das Wochenende
- „Disco“ (ZDF) Sendung Nr. 123 vom 17. August 1981: Titel Johnny liebt Jenny
- „ZDF-Hitparade“ Sendung Nr. 145 vom 14. September 1981: Titel Johnny liebt Jenny
- „ZDF-Hitparade“ Sendung Nr. 151 vom 8. März 1982: Titel Ich will nur bei dir sein